# Steginoporella cornuta
Steginoporella cornuta är en mossdjursart som beskrevs av Osburn 1950. Steginoporella cornuta ingår i släktet Steginoporella och familjen Steginoporellidae. Inga underarter finns listade i Catalogue of Life.